# Myrmecodia longifolia
Myrmecodia longifolia är en måreväxtart som beskrevs av Theodoric Valeton. Myrmecodia longifolia ingår i släktet Myrmecodia och familjen måreväxter. Inga underarter finns listade i Catalogue of Life.